# Canthylidia hyalina
Canthylidia hyalina là một loài bướm đêm trong họ Noctuidae.